# Cocktail Molotov
Cocktail Molotov is een Franse dramafilm uit 1980 van Diane Kurys.

## Verhaal
Anne en Frédéric willen, ondanks de grote verschillen tussen hen, de liefde laten zegevieren en vluchten samen met hun vriend Bruno naar Venetië. Doordat Frédérics vader ziek is was het niet zijn intentie om voor lange tijd te vluchten. Met een intussen zwangere Anne en de Parijse studentenrevolte blijkt de terugreis echter niet zo simpel als de heenreis.

## Rolverdeling
| Acteur             | Personage         |
| ------------------ | ----------------- |
| Elise Caron        | Anne              |
| Philippe Lebas     | Frédéric          |
| François Cluzet    | Bruno             |
| Geneviève Fontanel | Anne's moeder     |
| Christian Clavier  | de beatnik        |
| Henri Garcin       | Anne's stiefvader |
| Michel Puterflam   | Anne's vader      |